# 李雯 (元朝)
李雯，保定曲阳人，元朝政治人物。李进之子。
李雯袭父职，授武德将军、左翼屯田万户，佩虎符。皇庆二年（1313年），加宣武将军。延祐六年（1319年），元仁宗念及其父李进在北征时被擒，特赐李雯中统钞五百锭以恩恤。泰定元年（1324年）春，因病辞官。其子李朵耳只袭位。